# 豐後三芳站
豐後三芳站（日语：／ Bungo-Miyoshi eki */?）是位於大分縣日田市天瀨町合田，九州旅客鐵道（JR九州）的久大本線車站。

## 車站構造

### 站房
使用的為第二代站房，為以水泥建成的兩層高建築物，是與日田市消防團的「三芳地區社區消防中心」併合而成的複合式建築。其中車站部份只位於地下右側。
車站入口採用開放式設計，不設門，進入後即候車間，可直通至驗票口後再前往月台部份。候車間外牆以木條舖砌，並且掛上與日田市相關的照片和相架，左側設有一張候車木長櫈，至於右側設有商店一所，是舊站房代因無人化而進駐站房內的站務室開店的士多「三芳駅食堂部」，於站房重建後獲重置於此，但現時已結業。店面的捲閘亦長期拉落。

#### 舊站房
為設有閣樓的單層式木建站房。出入口設於最右側，進站後即票務及候車大堂，左側設有售票窗口暨驗票窗口，而站房其餘部份則為站員留宿處，無人化後改為食堂及士多。

### 月台
只設有1個側式月台，長度為約120米，有效長度為6輛。雖然站房部份為重建，但相比鄰站如豐後中川加設了無障礙科道，本站則仍然只能使用梯級進出月台部份。
與線內其他車站一樣，除了近站房的一段月台是設有上蓋的候車亭外，其他部份皆為露天部份。列車進站時，往久留米方向為左側上落，往大分方向為右側上落。
| 路線      | 上下行 | 方向             |
| --------- | ------ | ---------------- |
| ■久大本線 | 下行   | 豐後森、大分方向 |
| ■久大本線 | 上行   | 日田、久留米方向 |

## 歷史
- 1934年11月15日：1934年11月15日：鐵道省久大線日田～天瀨間開通，本站為中途站啟用[5][2]。
- 1971年2月10日：降為無人車站[3]，也停止了所有貨物及手提行李提取服務。
- 1987年4月1日：隨國鐵分割民營化，車站由九州旅客鐵道（JR九州）營運[6][7][8]。
- 2000年代初：併設社區消防中心的第二代站房投入使用。

## 使用狀況
車站位於日田市的東南方邊沿，四週雖然並非未開發區域，住屋的數量也算多，但由於班次稀疏，在有乘車人數紀錄時，每天的使用量均不足10人。又自JR九州於2016年度起只公佈最多使用量的首300個車站後，本站自2015年度起每天平均使用人數均不足100人，不單未能進榜並顯示實際的使用量，就連表列於「超過100人」的附錄內也沒有打進過。
| 年度     | 一年總 乘車人次 | 非定期票 乘車人次 | 定期 乘車人次 | 一日平均 乘車人次 | 一年總 下車人次 | 參考資料                |
| -------- | --------------- | ----------------- | ------------- | ----------------- | --------------- | ----------------------- |
| 1965     | 74,850          | 30,475            | 44,375        | -                 | 75,198          | [ 統計 1 ]              |
| -        | -               | -                 | -             | -                 | -               | -                       |
| 1990     | 12,984          | 9,610             | 3,374         | -                 | 13,432          | [ 統計 2 ]              |
| 1991     | 12,412          | 9,818             | 2,594         | -                 | 16,209          | [ 統計 3 ]              |
| 1992     | 10,130          | 7,910             | 2,220         | -                 | 12,383          | [ 統計 4 ]              |
| 1993     | 10,314          | 8,127             | 2,187         | -                 | 13,035          | [ 統計 5 ]              |
| 1994     | 12,746          | 8,612             | 4,134         | -                 | 14,951          | [ 統計 6 ]              |
| 1995     | 11,298          | 7,797             | 3,501         | -                 | 13,907          | [ 統計 7 ]              |
| 1996     | 10,999          | 8,444             | 2,555         | -                 | 11,273          | [ 統計 8 ]              |
| 1997     | 9,589           | 7,485             | 2,104         | -                 | 8,979           | [ 統計 9 ]              |
| 1998     | 9,233           | 6,923             | 2,310         | -                 | 8,196           | [ 統計 10 ]             |
| 1999     | 7,983           | 5,360             | 2,623         | -                 | 6,254           | [ 統計 11 ]             |
| 2000     | 9,031           | 5,598             | 3,433         | 25                | 5,346           | [ 統計 12 ]             |
| 2001     | 7,663           | 5,087             | 2,576         | 21                | 5,835           | [ 統計 13 ]             |
| 2002     | 7,221           | 4,360             | 2,861         | 20                | 7,112           | [ 統計 14 ]             |
| 2003     | 5,701           | 4,175             | 1,526         | 16                | 5,285           | [ 統計 15 ]             |
| 2004     | 2,078           | 463               | 1,615         | 6                 | 3,827           | [ 統計 16 ]             |
| 2005     | 2,918           | 633               | 2,285         | 8                 | 5,155           | [ 統計 17 ]             |
| 2006     | 3,779           | 647               | 3,132         | 10                | 4,529           | [ 統計 18 ]             |
| 2007     | 3,405           | 749               | 2,656         | 9                 | 4,201           | [ 統計 19 ]             |
| 2008     | 3,648           | 964               | 2,684         | 10                | 4,191           | [ 統計 20 ]             |
| 2009     | 2,368           | 788               | 1,580         | 6                 | 3,044           | [ 統計 21 ] [ 注釋 1 ]  |
| 2010     | 2,753           | 954               | 1,799         | 8                 | 3,333           | [ 統計 22 ] [ 注釋 1 ]  |
| 2011     | 2,907           | 1,231             | 1,676         | 8                 | 3,444           | [ 統計 23 ] [ 注釋 1 ]  |
| 2012     | 2,414           | 802               | 1,612         | 7                 | 2,836           | [ 統計 24 ] [ 注釋 1 ]  |
| 2013     | 2,104           | 704               | 1,400         | 6                 | 2,833           | [ 統計 25 ] [ 注釋 1 ]  |
| 2014     | 2,840           | 682               | 2,158         | 8                 | 3,465           | [ 統計 26 ] [ 注釋 1 ]  |
| 2015     | 2,334           | 657               | 1,677         | 6                 | 3,138           | [ 統計 27 ] [ 注釋 1 ]  |
| 2016     | 2,021           | 714               | 1,307         | 6                 | 2,778           | [ 統計 28 ]             |
| 2017以後 |                 |                   |               | <100              |                 | [ 統計 29 ] [ 統計 30 ] |

## 車站周邊
- 丹瓦拉古墳（日语：ダンワラ古墳） - 距離此站東邊約400米處的竪穴式古墳[10][11]。在久大本線建設中的1933年出土[12]，以「豐後日田出土之漢金銀錯嵌珠龍紋鐵鏡」而知名[10]。

## 相鄰車站
九州旅客鐵道
■久大本線
■觀光特急「金八·一六」、特急「由布」、「由布院之森」
通過
■普通
日田－豐後三芳－豐後中川

### 附注
1. 1 2 3 4 5 6 7  在大分縣統計協會解散後，改於網上公開資料[9]。

### 統計數據
1. ↑  大分縣總務部統計課 《昭和41年版 大分縣統計年鑑》 大分縣統計協會、1966年3月。
2. ↑  大分縣總務部統計課 《平成3年版 大分縣統計年鑑》 大分縣統計協會、1991年12月31日。
3. ↑  大分縣總務部統計課 《平成4年版 大分縣統計年鑑》 大分縣統計協會、1992年12月31日。
4. ↑  大分縣總務部統計課 《平成5年版 大分縣統計年鑑》 大分縣統計協會、1994年3月31日。
5. ↑  大分縣總務部統計課 《平成6年版 大分縣統計年鑑》 大分縣統計協會、1995年3月31日。
6. ↑  大分縣總務部統計課 《平成7年版 大分縣統計年鑑》 大分縣統計協會、1996年3月31日。
7. ↑  大分縣總務部統計課 《平成8年版 大分縣統計年鑑》 大分縣統計協會、1997年3月31日。
8. ↑  大分縣總務部統計課 《平成9年版 大分縣統計年鑑》 大分縣統計協會、1998年3月31日。
9. ↑  大分縣總務部統計課 《平成10年版 大分縣統計年鑑》 大分縣統計協會、1999年3月31日。
10. ↑  大分縣總務部統計課 《平成11年版 大分縣統計年鑑》 大分縣統計協會、2000年3月31日。
11. ↑  大分縣總務部統計課 《平成12年版 大分縣統計年鑑》 大分縣統計協會、2001年3月31日。
12. ↑  大分縣總務部統計課 《平成13年版 大分縣統計年鑑》 大分縣統計協會、2002年3月31日。 - 11運輸および通信 - 132 鉄道各駅別運輸状況（JR九州・JR貨物） (ウェブ版XLS （页面存档备份，存于）)
13. ↑  大分縣總務部統計課 《平成14年版 大分縣統計年鑑》 大分縣統計協會、2003年3月31日。 - 11運輸および通信 - 132 鉄道各駅別運輸状況（JR九州・JR貨物） (ウェブ版XLS （页面存档备份，存于）)
14. ↑  大分縣總務部統計課 《平成15年版 大分縣統計年鑑》 大分縣統計協會、2004年3月31日。 - 11運輸および通信 - 132 鉄道各駅別運輸状況（JR九州・JR貨物） (ウェブ版XLS （页面存档备份，存于）)
15. ↑  大分縣總務部統計課 《平成16年版 大分縣統計年鑑》 大分縣統計協會、2005年3月31日。 - 11運輸および通信 - 132 鉄道各駅別運輸状況（JR九州・JR貨物） (ウェブ版XLS （页面存档备份，存于）)
16. ↑  大分縣總務部統計課 《平成17年版 大分縣統計年鑑》 大分縣統計協會、2006年3月31日。 - 11運輸および通信 - 132 鉄道各駅別運輸状況（JR九州・JR貨物） (ウェブ版XLS （页面存档备份，存于）)
17. ↑  大分縣總務部統計課 《平成18年版 大分縣統計年鑑》 大分縣統計協會、2007年3月31日。 - 11運輸および通信 - 132 鉄道各駅別運輸状況（JR九州・JR貨物） (ウェブ版XLS （页面存档备份，存于）)
18. ↑  大分縣總務部統計課 《平成19年版 大分縣統計年鑑》 大分縣統計協會、2007年3月31日。 - 11運輸および通信 - 130 鉄道各駅別運輸状況（JR九州・JR貨物） (ウェブ版XLS （页面存档备份，存于）)
19. ↑  大分縣總務部統計課 《平成20年版 大分縣統計年鑑》 大分縣統計協會、2009年3月31日。 - 11運輸および通信 - 129 鉄道各駅別運輸状況（JR九州・JR貨物） (ウェブ版XLS （页面存档备份，存于）)
20. ↑  大分縣總務部統計課 《平成21年版 大分縣統計年鑑》 大分縣統計協會、2010年3月31日。 - 11運輸および通信 - 129 鉄道各駅別運輸状況（JR九州・JR貨物） (ウェブ版XLS （页面存档备份，存于）)
21. ↑  . 大分縣總務部統計課.   [2015-06-26]. （原始内容存档于2015-06-26）.
22. ↑  . 大分縣總務部統計課.   [2015-06-26]. （原始内容存档于2015-06-26）.
23. ↑  . 大分縣總務部統計課.   [2015-06-26]. （原始内容存档于2015-06-26）.
24. ↑  . 大分縣總務部統計課.   [2015-06-26]. （原始内容存档于2015-06-26）.
25. ↑  . 大分縣總務部統計課.   [2015-06-26]. （原始内容存档于2015-06-27）.
26. ↑  . 大分縣總務部統計課. 2016-03-29  [2021-01-11]. （原始内容存档于2016-09-27）.
27. ↑  . 大分縣總務部統計課. 2017-03-30  [2021-01-11]. （原始内容存档于2017-08-03）.
28. ↑   (PDF). 日田市.   [2018-05-17]. （原始内容存档 (PDF)于2018-05-17） （日语）.
29. ↑   (PDF).   [2025-01-25]. （原始内容存档 (PDF)于2019-07-06）.
30. ↑  駅別乗車人員上位300駅（2023年度） （页面存档备份，存于），JR九州。

## 外部連結
- JR九州豐後三芳站（日語）